# Олійник Олена Павлівна
Олійник Олена Павлівна (нар. 10 липня 1957 року, Київ) — українська архітекторка та художниця-акварелістка. Доктор архітектури (2021), віцепрезидентка Національної спілки архітекторів України, авторка проєктів з відновлення історичних центрів Києва, Житомира, Луцька, Прая (Кабо-Верде).

## Життєпис
Олена Олійник здобула вищу освіту у Київському державному художньому інституті, який закінчила у 1980 році. Після чого працювала молодшим науковим співробітником у Науково-дослідному і проектному інституті містобудування (Київ) до 1990 року, беручи участь у проектах реконструкції Києва, Львова, Чернігова, Кам'янець-Подільського.
У 1989 році захистила кандидатську дисертацію «Пространственно-планировочная организация исторического ядра в структуре центра реконструируемого большого города (на примере городов западных областей Украины)» у Київському Інженерно-будівельному Інституті та отримала ступінь кандидата архітектури.
У 1991 році працювала головним технічним радником щодо забудови історичного центру у столиці Кабо-Верде місті Прая.
З 1991 року працювала у Науково-дослідницькому інституті теорії та історії архітектури і містобудування у Києві спочатку науковим співробіником, потім завідуючою відділом (1992—1997 рр.) та старшим науковим співробіником до 1999 року.
У 1996 році заснувала журнал «Архітектура та престиж», який видавався щоквартально до 2008 року.
З 2002 року є засновником та директором ТОВ «Архітектура та престиж».
У 2006 році отримала Державну премію України в галузі архітектури.
У 2021 році отримала ступінь доктора архітектури (дисертаційна робота «Теоретико-методологічні основи формоутворення міських громадських просторів», науковий керіник Дьомін Микола Мефодійович).
З 2021 року працює доцентом на кафедрі архітектурного проектування у Національній академії образотворчого мистецтва. Професорка кафедри станом на 2025 рік.

## Громадська діяльність
З 1999—2018 рр. проводила Всеукраїнський міжнародний щорічний конкурсу на кращий інтер'єр року «ІНТЕР'YEAR».
З 2011 р. — віцепрезидент Національної спілки архітекторів України.

## Проєкти

### Житлові будинки[8]
1990—1998 рр. — 9 будинків у історичному заповіднику, Луцьк.
1991 р. — 6 будинків у історичному центрі, Прая, Кабо-Верде.
1989—1991 рр. — 14 будинків, смт Майданівка, Київська область.

### Офісні будинки
2005 р. — будинки для компанії Forbes, Вашингтон, США.

### Реконструкції та концепції забудови
2004 р. — реконструкція південно-західного бастіону Станіславської фортеці в культурно-громадський центр, Івано-Франківська область.
2005 р. — концепція забудови Врубелівського узвозу, Київ.
2007 р. — реконструкція 12-го навчального корпусу Національного авіаційного університету, Київ.
2018 р. — грант від Українського культурного фонду "Замок Свірж: Генеза : розробка концепції ревіталізації та пристосування Замку в с. Свірж, Львівський район, Львівська область.